# Martin Droeshout

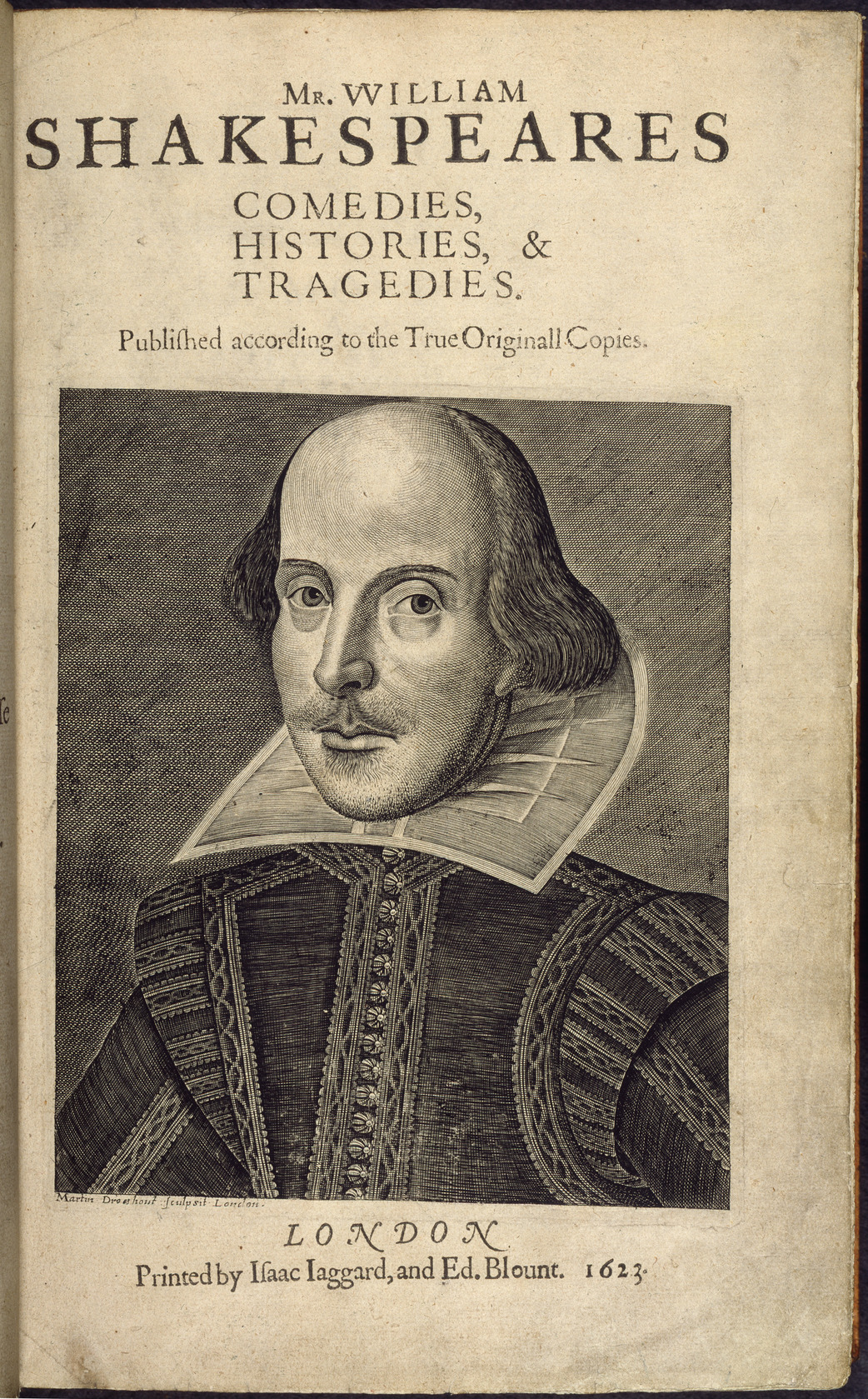
Das berühmte Shakespeare-Porträt

Martin Droeshout [ˈdruːʃaʊt], auch Drossaert oder Drussoit, (* ca. April 1601 in London; † ca. 1650) war ein englischer Graveur oder Kupferstecher, dessen Ruhm heute hauptsächlich darauf beruht, dass er das Titelporträt zu William Shakespeares gesammelten Werken, der Folio-Ausgabe von 1623, anfertigte.
Droeshout lernte sein Handwerk vermutlich bei seinem Vater Michael Droeshout und seinem älteren Bruder John, beide ebenfalls Graveure. Das Shakespeare-Porträt wurde von Ben Jonson gelobt und als lebensecht („true to life“) bezeichnet. Da Martin Droeshout zur Zeit von Shakespeares Tod (1616) aber erst 15 Jahre alt war, wird angenommen, dass er Shakespeare nicht mehr persönlich kennengelernt hat, so dass das Bild wohl nach einem älteren Porträt angefertigt wurde. 
Neben Porträts (zum Beispiel denen von John Foxe, John Howson oder George Villiers, dem ersten Duke of Buckingham) fertigte Droeshout auch Stiche allegorischer, mythischer und satirischer Art an.